# Bouverans
Bouverans là một xã trong vùng hành chính Franche-Comté, thuộc tỉnh Doubs, quận Pontarlier, tổng Pontarlier. Tọa độ địa lý của xã là 46° 51' vĩ độ bắc, 06° 12' kinh độ đông. Bouverans nằm trên độ cao trung bình là 823 mét trên mặt nước biển, có điểm thấp nhất là 822 mét và điểm cao nhất là 1101 mét. Xã có diện tích 18.17 km², dân số vào thời điểm 1999 là 270 người; mật độ dân số là 15 người/km².

## Thông tin nhân khẩu
| 1962 | 1968 | 1975 | 1982 | 1990 | 1999 |
| ---- | ---- | ---- | ---- | ---- | ---- |
| 174  | 207  | 181  | 209  | 239  | 270  |

## Địa điểm tham quan
Nhà thờ trong làng được xây dựng trong thế kỉ thứ 19. Gần Lac de l'Entonnoir là nhà thờ Đức Bà Lac (Notre-Dame du Lac), được xây dựng từ 1860 đến 1862.